# Parandra formosana
Parandra formosana är en skalbaggsart som beskrevs av Miwa och Mitono 1939. Parandra formosana ingår i släktet Parandra och familjen långhorningar.
Artens utbredningsområde är Taiwan. Inga underarter finns listade i Catalogue of Life.